# Erik Buell Racing
Erik Buell Racing (EBR) ist ein US-amerikanischer Hersteller von Straßen- und Rennmotorrädern mit Firmensitz in East Troy, Wisconsin. Erik Buell gründete die Firma nach der Auflösung seines ehemaligen Unternehmens Buell durch die Konzernmutter Harley-Davidson im Jahr 2009.
Zunächst war nur die Produktion von reinrassigen Rennmaschinen, die auf der Buell 1125R aufbauen sollten, geplant. Am 1. Juli 2013 kaufte die Hero MotoCorp, ein indischer Motorradhersteller, 49,2 % der Anteile für circa 25 Millionen Dollar. Durch den Einstieg des Investors Mitte 2013 wurde im Jahr 2014 mit einer Serienfertigung von sportlichen Straßenkrafträdern begonnen. Im April 2015 hat Erik Buell Racing Gläubigerschutz aufgrund von Schulden in Höhe von 20 Millionen Dollar beantragt. Dabei gingen 126 Arbeitsplätze verloren.
In einer Pressemitteilung vom 29. April 2016 teilte das Unternehmen mit, die Restrukturierung umgesetzt zu haben und den Gläubigerschutz zu beenden. Der neue Eigentümer ist Liquid Asset Partners of Grand Rapids Michigan, spezialisiert auf Insolvenzabwicklung, die EBR innerhalb von fünf Jahren wieder profitabel machen möchten. Nach der Sicherstellung der Ersatzteilversorgung wird die Weiterentwicklung der Serienmotorräder betrieben.
Die Zusammenarbeit Northern Classic, Custom & Race AB aus Delsbo (Schweden) wurde am 27. Mai 2016 bekanntgegeben, um die Ersatzteil-Versorgung für Europa sicherzustellen. Seit Mitte März 2016 läuft die Produktion der 2016er Ausführung der Modelle 1190SX und 1190RX. Als Inhaber und CFO von EBR Motorcycles wird Bill Melvin genannt.

## Motorradmodelle

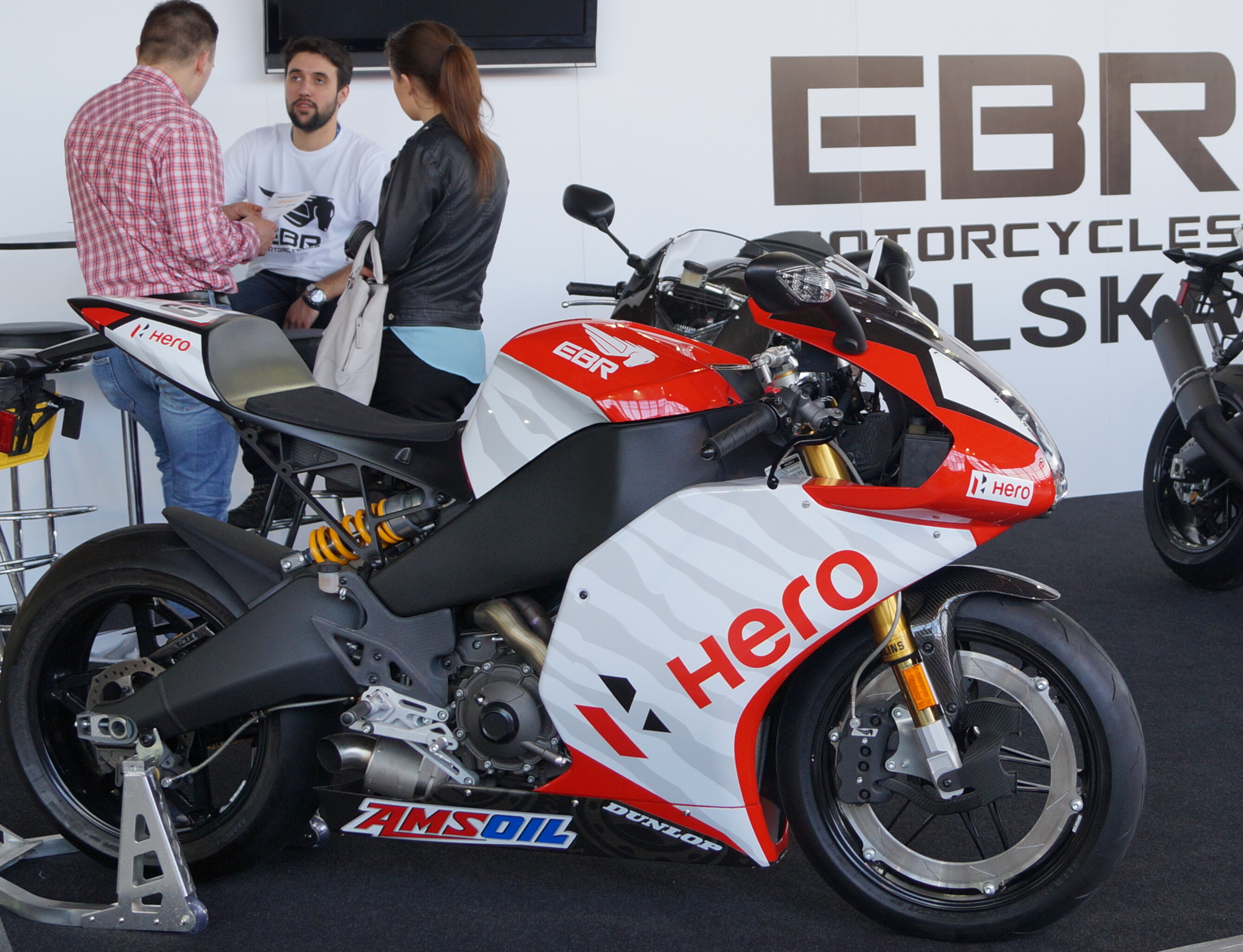
EBR auf einer Verkaufsmesse (2015)

1190RREine überarbeitete Version der Buell 1125R. Sie kam in professionellen Rennserien zum Einsatz.
1190RSIm Juni 2011 wurde das erste Straßenmodell vorgestellt. Die 1190RS wird von einem V-Motor mit 1190 cm³ und einer Leistung von 175 PS angetrieben. Die Stückzahl wurde auf 100 limitiert.
1190RXDie am 16. Oktober 2013 gezeigte 1190RX wurde als erstes Motorrad von Erik Buell Racing in Serie gefertigt. Die Produktion lief im Jahr 2014 an.
1190SXDie SX basiert auf der RX, besitzt aber kein am Rahmen befestigtes Cockpit und ist so eher der Kategorie Naked Bike zuzuordnen.